# Plebejus praelibisonis
Plebejus praelibisonis är en fjärilsart som beskrevs av Ruggero Verity 1942. Plebejus praelibisonis ingår i släktet Plebejus och familjen juvelvingar. Inga underarter finns listade i Catalogue of Life.